# Tổng Cọt
Tổng Cọt là một xã thuộc tỉnh Cao Bằng, Việt Nam.

## Địa lý
Tổng Cọt là xã cực đông của huyện Hà Quảng, có vị trí địa lý:
- Phía đông giáp Trung Quốc
- Phía tây giáp xã Nội Thôn
- Phía nam giáp huyện Trùng Khánh và xã Hồng Sỹ
- Phía bắc giáp Trung Quốc và xã Nội Thôn.

Xã Tổng Cọt có diện tích 31,86 km², dân số năm 2019 là 2.412 người, mật độ dân số đạt 76 người/km².
Trên địa bàn xã có các ngọn núi như Pác Bô, Bông, lũng Cáo, lũng Keng Lạn, lũng Kít, lũng Mò Tốc, lũng Pàng, lũng Tý. Xã có tỉnh lộ 210 chạy trên địa bàn. Đồn biên phòng Tổng Cọt quản lý tuyến biên giới của xã.

## Hành chính
Xã Tổng Cọt được chia thành 6 xóm: Cọt Nưa, Cọt Phố, Kéo Sỹ, Lũng Ái, Lũng Giỏng, Lũng Túm.

## Lịch sử
Sau năm 1975, Tổng Cọt là một xã thuộc huyện Hà Quảng.
Đến năm 2019, xã Tổng Cọt được chia thành 12 xóm: Cọt Phố, Lũng Ái, Lũng Giỏng, Lũng Rỳ, Lũng Túm, Kéo Sỹ, Pài Bá, Rằng Đán, Rằng Hán, Cọt Nưa, Thiêng Ngọa, Lũng Luông.
Ngày 9 tháng 9 năm 2019, Hội đồng Nhân dân tỉnh Cao Bằng ban hành Nghị quyết số 27/NQ-HĐND về việc:
- Sáp nhập xóm Pài Bá và một phần xóm Lũng Túm vào xóm Cọt Nưa
- Sáp nhập ba xóm Lũng Rỳ, Rằng Hán, Lũng Luông vào xóm Kéo Sỹ
- Sáp nhập xóm Lũng Tao vào phần còn lại của xóm Lũng Túm
- Sáp nhập xóm Rằng Đán vào xóm Lũng Giỏng
- Sáp nhập xóm Thiêng Ngọa vào xóm Lũng Ái.